# يوهان هينريتش هوفمان
يوهان هينريتش هوفمان (بالألمانية: Johann Heinrich Hoffmann)‏ هو عالم فلك ألماني، ولد في 1669 في Kerspleben ‏ في ألمانيا، وتوفي في 17 أبريل 1716 في برلين في ألمانيا.